# Reginald Brooks-King
Reginald Brooks-King (* 27. August 1861 in Monmouth, Wales; † 19. September 1938 in Ottery St Mary, England) war ein britischer Bogenschütze.
Brooks-King nahm an den Olympischen Sommerspielen 1908 im Alter von 47 Jahren im Wettbewerb Double York Round teil und gewann die Silbermedaille. Er erzielte in der ersten Runde 393 Punkte, die zweitbeste Leistung dieser Runde und zehn Punkte weniger als der spätere Goldmedaillengewinner William Dod. In der zweiten Runde wurde er mit 375 Punkten lediglich Vierter, konnte jedoch mit acht Punkten Vorsprung seinen zweiten Platz vor dem Bronzemedaillengewinner Henry Richardson verteidigen.